# ママはライバル
『ママはライバル』は、佐々木守・作、忠津陽子・画による日本の漫画作品、およびそれを原作としたテレビドラマ。『週刊マーガレット』（集英社）にて連載されていた。
テレビドラマは1972年10月4日から1973年9月26日まで毎週水曜19時30分から20時までTBS系列で放映されていた。大映テレビ制作。岡崎友紀主演のライトコメディシリーズ第3弾。
それまで岡崎友紀シリーズを放送していた火曜19時枠前半に『赤い靴』を放送するため、新たに水曜19時枠後半へ移動して放送したが、岡崎友紀シリーズの次作『ラブラブライバル』からは元の火曜19時枠前半に戻った。

## あらすじ
飛行機の国際線パイロットのパパと2人暮らしの主人公・ジュン（ドラマ版はツバサ）。ある日、ジュンのクラスにマリという転校生がやってきた。なにをやってもジュンはマリには勝てず、ライバル意識を燃やす。そんな中、パパが再婚する（実母は早くに亡くしていた）と聞いて喜ぶジュンだったが、そのお相手はなんとマリと聞いてビックリ。かくして3人の奇妙な同居生活が始まった…。

## テレビドラマ

### キャスト
- 早乙女ツバサ - 岡崎友紀
- 青海マリ - 純アリス
- 早乙女卓也 - 高橋悦史
- 星野達子 - 冨士真奈美
- 井上健 - 鳥塚しげき
- 山之上鷹夫 - 夏夕介
- 吉沢昌子 - 渥美マリ
- 渋沢校長 - 名古屋章
- 高野和子 - 秋山ゆり

### スタッフ
- プロデューサー - 春日千春・野木小四郎・下川隆輝
- 脚本 - 佐々木守・長野洋・永井道子・村山庄三・藤城洋子・井筒弥生・三宅直子
- 撮影 - 黒石恒生
- 音楽 - 小川寛興
- 録音 - 橋本泰夫
- 効果 - 東洋音響
- 協力 - シンガポール航空、銀座小松ストアー
- 主題歌 - 岡崎友紀「ママはライバル」（橋本淳・作詞、筒美京平・作曲および編曲）
- 監督 - ゆあさのりあき・岡屋竜一・青野暉・帯盛迪彦・松生秀二

### サブタイトル
| 話数 | 放送日         | サブタイトル               | 脚本     | 監督           | ゲスト               |
| ---- | -------------- | -------------------------- | -------- | -------------- | -------------------- |
| 1    | 1972年 10月4日 | ママとは認めません         | 佐々木守 | ゆあさのりあき | 木田三千雄           |
| 2    | 10月11日       | 逆転 逆転 また逆転         | 佐々木守 | ゆあさのりあき |                      |
| 3    | 10月18日       | ママと呼ばされた           | 佐々木守 | 岡屋竜一       |                      |
| 4    | 10月25日       | 心が通じるわけはない       | 長野洋   | 岡屋竜一       |                      |
| 5    | 11月1日        | ママ権力ハンターイ         | 佐々木守 | 青野暉         | 野呂圭介             |
| 6    | 11月8日        | お見合いをさせられた       | 長野洋   | ゆあさのりあき | 十勝花子、尾藤イサオ |
| 7    | 11月15日       | ママ虫追い出し作戦         | 佐々木守 | 帯盛迪彦       |                      |
| 8    | 11月22日       | 日曜日はおしとやかに       | 長野洋   | 帯盛迪彦       | 岡田真澄             |
| 9    | 11月29日       | ママはいじわるだ           | 佐々木守 | 岡屋竜一       |                      |
| 10   | 12月6日        | やめてたまるか             | 長野洋   | 岡屋竜一       |                      |
| 11   | 12月13日       | キミはカギをかけたか!?     | 長野洋   | 岡屋竜一       |                      |
| 12   | 12月20日       | ママは嘘つきだ!            | 佐々木守 | 青野暉         | 井上昭文             |
| 13   | 12月27日       | ツバサより愛をこめて       | 長野洋   | 青野暉         |                      |
| 14   | 1973年 1月3日  | パパは私のもの!            | 佐々木守 | ゆあさのりあき |                      |
| 15   | 1月10日        | 結婚させてもらいます       | 永井道子 | ゆあさのりあき | 内田喜郎             |
| 16   | 1月17日        | ケーキと花束               | 長野洋   | ゆあさのりあき |                      |
| 17   | 1月24日        | ママのストライキ           | 長野洋   | 青野暉         | 青島美幸             |
| 18   | 1月31日        | ママはテスト中             | 長野洋   | 岡屋竜一       |                      |
| 19   | 2月7日         | スキー場でもママはママ     | 長野洋   | ゆあさのりあき | 小倉一郎             |
| 20   | 2月14日        | ツバサとマリの狂騒曲       | 村山庄三 | 岡屋竜一       | 桑山正一             |
| 21   | 2月21日        | マスコットガールはわたし   | 佐々木守 | 帯盛迪彦       |                      |
| 22   | 2月28日        | カゼに御用心               | 長野洋   | 帯盛迪彦       | 田辺一鶴             |
| 23   | 3月7日         | リングリング作戦           | 永井道子 | 松生秀二       |                      |
| 24   | 3月14日        | もうすぐ春が・・・         | 長野洋   | 岡屋竜一       |                      |
| 25   | 3月21日        | 私はあなたの娘です         | 永井道子 | 岡屋竜一       | 大泉滉               |
| 26   | 3月28日        | 夫婦げんかに娘がからむ     | 佐々木守 | 松生秀二       |                      |
| 27   | 4月4日         | ママとよびたい人がある     | 藤城洋子 | 岡屋竜一       |                      |
| 28   | 4月11日        | わたしもママよ             | 長野洋   | 岡屋竜一       | 山田桂子             |
| 29   | 4月18日        | 一日夫婦大騒動             | 村山庄三 | 帯盛迪彦       | ケーシー高峰         |
| 30   | 4月25日        | 杉・美冬という女           | 佐々木守 | 帯盛迪彦       | 沢久美子             |
| 31   | 5月2日         | 下田港で秘密がバレた?      | 長野洋   | 岡屋竜一       | 中条静夫             |
| 32   | 5月9日         | マリを引抜け               | 長野洋   | 岡屋竜一       | 佐々木孝丸           |
| 33   | 5月16日        | 新人物登場 新展開!         | 佐々木守 | 岡屋竜一       | 原泉、沢村貞子       |
| 34   | 5月23日        | お見合成功 挙式日どり      | 佐々木守 | 岡屋竜一       | 原泉、沢村貞子       |
| 35   | 5月30日        | 縁談進む。大ピンチ         | 佐々木守 | 帯盛迪彦       | 原泉、沢村貞子       |
| 36   | 6月6日         | 乙女の恋は秘めやかに       | 永井道子 | ゆあさのりあき | 山口博登             |
| 37   | 6月13日        | 奇跡! 天才! 大逆転!!       | 長野洋   | ゆあさのりあき |                      |
| 38   | 6月20日        | ビバ! 海洋博               | 長野洋   | 帯盛迪彦       | 倉石功               |
| 39   | 6月27日        | 尼僧物語なのだ             | 長野洋   | 岡屋竜一       | 三谷昇               |
| 40   | 7月4日         | ライバルの子はライバル     | 井筒弥生 | 岡屋竜一       | 天本英世             |
| 41   | 7月11日        | 人を呪わば穴二つ           | 佐々木守 | 岡屋竜一       | 木島進介             |
| 42   | 7月18日        | 浮気大混戦                 | 永井道子 | 岡屋竜一       | 森下哲夫             |
| 43   | 7月25日        | お手伝いがいっぱい         | 長野洋   | 松生秀二       | グレート宇野         |
| 44   | 8月1日         | 娘ひとりにパパ二人         | 長野洋   | 岡屋竜一       | 財津一郎、有崎由見子 |
| 45   | 8月8日         | 子ども狩りだ! SOS          | 佐々木守 | 帯盛迪彦       |                      |
| 46   | 8月15日        | 一大事! 弟がいた!          | 藤城洋子 | 岡屋竜一       | 真屋順子             |
| 47   | 8月22日        | おおアルバイト             | 長野洋   | 岡屋竜一       | 穂積隆信             |
| 48   | 8月29日        | シンガポールの宿なしスズメ | 長野洋   | ゆあさのりあき | 天草四郎             |
| 49   | 9月5日         | 南国の花嫁                 | 長野洋   | ゆあさのりあき |                      |
| 50   | 9月12日        | ツバサの珍劇大作戦         | 三宅直子 | 岡屋竜一       |                      |
| 51   | 9月19日        | パパの記憶がなくなった!    | 佐々木守 | ゆあさのりあき |                      |
| 52   | 9月26日        | 赤ちゃんができた、なに!    | 佐々木守 | ゆあさのりあき | 森本レオ             |